# Людогоща
Людого́ща — улица в Великом Новгороде. Находится на Софийской стороне, в историческом центре города.
Начинается от Софийской площади и проходит до Сквера Воинской Славы. Имеет перекрёсток с Предтеченской и улицей Черняховского. В районе последней пересекается также с валом Окольного города. Протяжённость — 550 м.
Людогоща (как Люгоща, Легоща, Лугоща) неоднократно упоминается в Новгородской летописи, в частности, под 1348 [6856] годом в связи с пожарами:
тои же осенѣ, загорѣся Фларевь на Люгощи улици, и сгори церковъ одина въ обѣдъ

Название улицы скорее всего произошло от славянского Людогост. Людъ — группа людей, люд. Гост — от «гости» (купцы). То есть улица купеческая.
До 1917 года назвалась Легощая. В 1919 году была переименована в Советскую. 12 сентября 1991 года Новгорсовет народных депутатов вернул название Людогоща.
Современная застройка улица возникла после Великой Отечественной войны. На улице, кроме многоквартирных жилых домов, находятся: ресторан «Tokio-city», «Ростелеком», школа № 2, гостиница «Акрон», сквер с фонтаном у здания бывшего «Севергазбанка». В начале улицы по нечётной стороне находится сквер с памятником юному партизану Лёне Голикову. До Великой Отечественной войны на этом месте находилась церковь Фрола и Лавра с колокольней, разрушенная во время оккупации.
До 1960-х годов в конце улицы находилось верховье небольшой новгородской речки Гзень, которая в течение последующих лет была полностью запакована в подземную бетонную трубу.